# Bloqueo (estrategia)

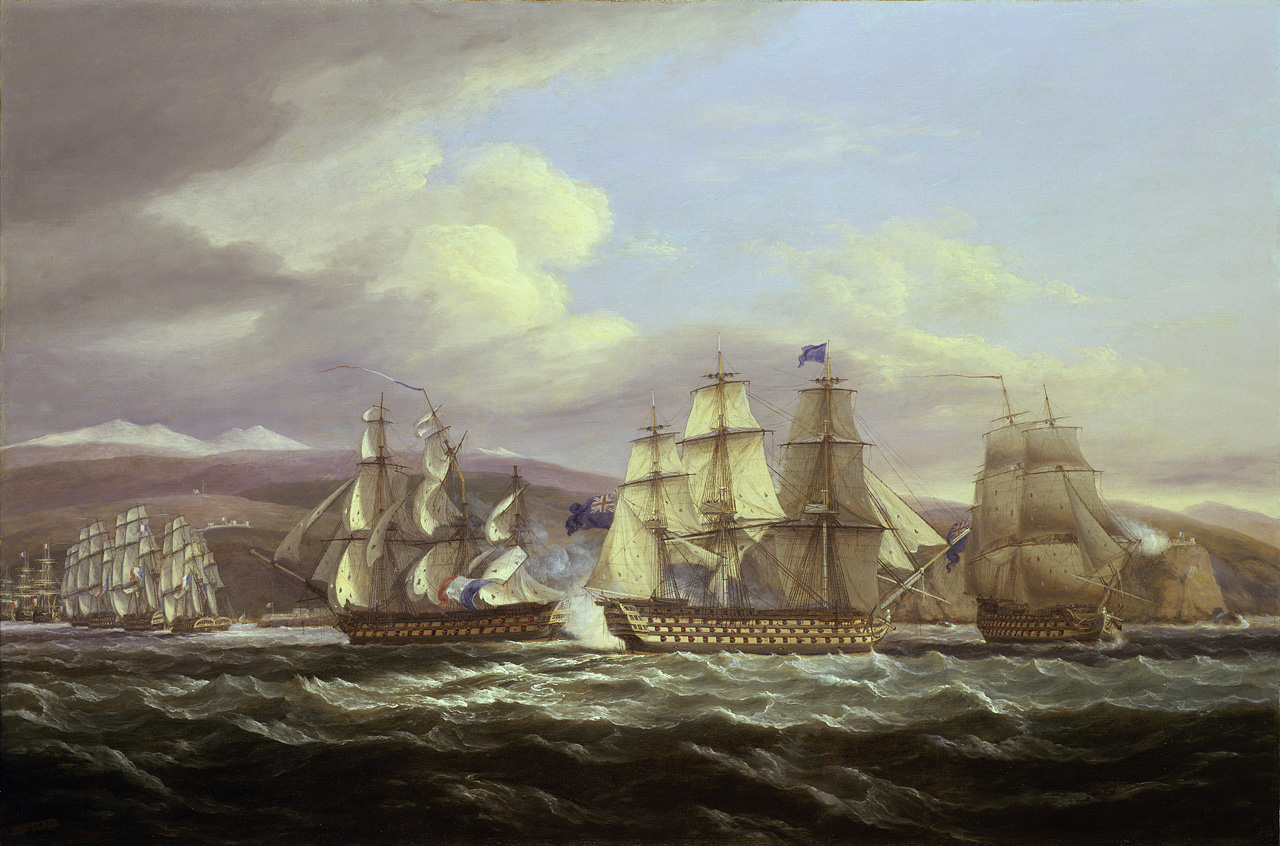
Un ejemplo de bloqueo sería el mostrado arriba: El Bloqueo de Tolón, realizado en 1813 en las guerras napoleónicas.

Un bloqueo es cualquier esfuerzo para evitar que suministros, tropas, información o ayuda alcancen una fuerza de oposición. Los bloqueos son la piedra angular de toda campaña militar y una opción valiosa en las guerras económicas contra una nación contraria.
Los bloqueos pueden tomar forma de diversas maneras, desde el ejercido por una simple guarnición de tropas a lo largo de una carretera principal hasta la utilización de docenas o cientos de tropas de tierra para resguardar un puerto, denegando su uso al enemigo, e incluso cortar e interrumpir emisiones de radio o televisión. Como operación militar, los bloqueos han sido decisivos en la resolución de muchas guerras.
Según el derecho internacional moderno, los bloqueos son un acto de guerra. Cuando se utilizan como parte de un esfuerzo para matar de hambre a la población civil, son ilegales como parte de una guerra de agresión o cuando se utiliza contra una población civil, en lugar de contra un objetivo militar.  En tal caso, constituyen un crimen de guerra y potencialmente un crimen contra la humanidad.

## Planificación

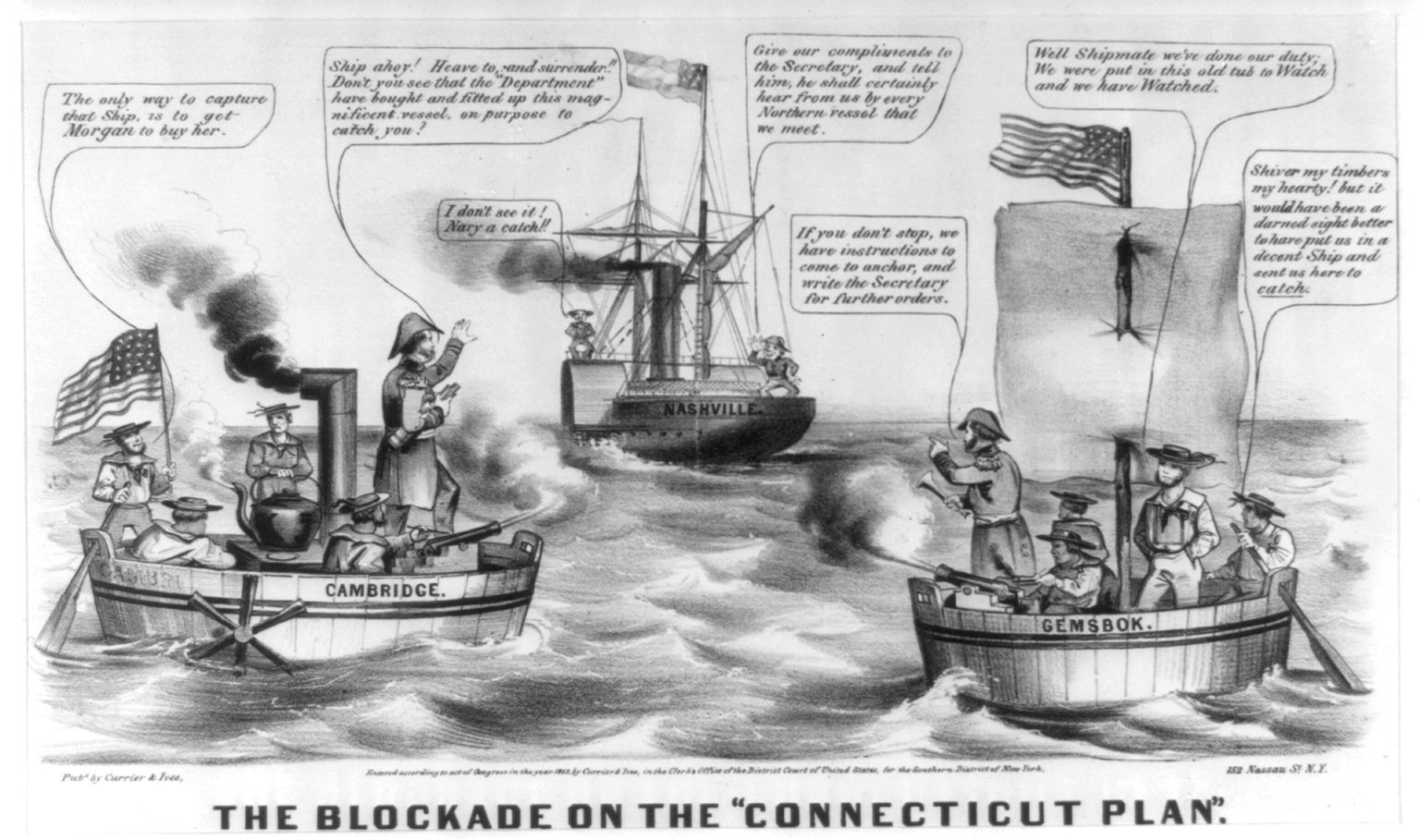
Un caricaturista de los Estados Unidos del Norte ridiculiza los intentos iniciales de la Unión de bloquear los puertos de los Estados Confederados de América en la guerra civil americana.

Los bloqueos se planifican de acuerdo con cuatro reglas generales:
- El valor del objetivo para bloquear
- La potencia del bloqueo es igual o mayor que la fuerza de oposición
- Disposición del terreno para ayudar al bloqueo
- Previsión de fuerzas para mantener el bloqueo

En primer lugar, el valor del objetivo para ser bloqueado debe justificar la necesidad del bloqueo. Por ejemplo, durante la Crisis de los misiles en Cuba, los objetivos bloqueables (o "puestos en cuarentena", si se usa el término más legal y políticamente neutral utilizado por el presidente Kennedy) fueron misiles balísticos de medio alcance, capaces de portar armamento nuclear, con destino a Cuba. La necesidad del bloqueo era alta por el valor de los misiles nucleares como arma militar contra los Estados Unidos.
En segundo lugar, la fuerza del bloqueo debe ser igual o superior en potencia a la de la oposición. El bloqueo solo es exitoso si se impide al objetivo contactar con su proveedor. En el ejemplo cubano, los Estados Unidos pusieron en el mar un número importante de buques de guerra para inspeccionar y bloquear los barcos en las aguas alrededor de Cuba. Este golpe de efecto demostró que las fuerzas navales de los Estados Unidos eran mucho más numerosas en el área que las de la Unión Soviética. En otro ejemplo, el poder abrumador de la Royal Navy permitió un Bloqueo de Alemania (1914-1919) exitoso.
En tercer lugar, en el caso de bloqueos de tierra, es preciso elegir zonas conocidas. El saber por dónde van a viajar las fuerzas puede ayudar al bloqueador a la hora de escoger el territorio para ayudarlas. Por ejemplo, forzar a una guarnición a dirigirse por un paso estrecho de montaña para forzar un cuello de botella frente la fuerza enemiga.
En cuarto lugar, tener una fuerza sostenible para que el bloqueo pueda mantenerse durante un tiempo. El éxito de un bloqueo está basado casi enteramente sobre la esperanza de la gente que lo sostiene. La campaña de submarinos en el Atlántico de la Primera Guerra Mundial y la Batalla del Atlántico consistieron esencialmente en bloqueos alemanes, y duraron casi tanto como sus respectivas guerras. La Armada Imperial Japonesa, sin embargo, sólo hizo esfuerzos esporádicos de bloqueo durante la guerra del Pacífico, prefiriendo buscar la victoria por acción de la flota.

## Tipos
- Bloqueo naval: esfuerzo en el mar, para prevenir que suministros sean llevados al enemigo.
- Asedio.
- Interrupción de comunicaciones.

### Bloqueo cercano, distante o suelto
Un bloqueo cercano implica la colocación de los buques de guerra a la vista de la costa o puerto bloqueado, para garantizar la inmediata intercepción de cualquier buque que entre o salga. Es a la vez el más eficaz y la forma más difícil de bloqueo de implementar. Las dificultades surgen porque los barcos que bloquean deben permanecer continuamente en el mar, expuestos a tormentas y dificultades, generalmente lejos de cualquier apoyo, y vulnerables a un ataque repentino desde el lado bloqueado, cuyos barcos pueden mantenerse a salvo puerto hasta que decidan salir.
En un bloqueo distante, los bloqueadores se quedan muy lejos de la costa bloqueada y tratar de interceptar a los barcos que viajan dentro o fuera. Esto puede requerir más barcos en la zona, pero por lo general pueden operar más cerca de sus bases, y están en una posición de riesgo mucho menor en cuanto a las incursiones enemigas. Esto fue casi imposible antes del siglo  xvi debido a la naturaleza de los barcos utilizados.
Un bloqueo suelto es un bloqueo cercano en el que los barcos que bloqueaban son retirados fuera de la vista de la costa (detrás del horizonte), pero no más allá. El objeto de bloqueo suelto es atraer al enemigo para que se aventure, pero quedándose lo suficientemente cerca para atacarlo.
El almirante británico Horatio Nelson aplicó un bloqueo suelto en Cádiz en 1805. La flota franco-española de Pierre Charles Silvestre de Villeneuve salió entonces, lo que desembocó en la batalla de Trafalgar. 

## Historia
Aunque los bloqueos navales primitivos se habían utilizado durante milenios, los primeros intentos de establecer un bloqueo naval completo fueron realizados por la Marina Real Británica durante la guerra de los Siete Años (1754-1763) contra Francia. Tras la victoria naval británica en la bahía de Quiberon, que puso fin a cualquier amenaza inmediata de una invasión importante de Gran Bretaña, (véase Planes franceses de invasión de Gran Bretaña (1759)) Gran Bretaña estableció un estrecho bloqueo en la costa francesa. Esto privó a los puertos franceses de comercio, debilitando la economía de Francia. El almirante Edward Hawke tomó el mando de la flota de bloqueo frente a Brest y extendió el bloqueo para cubrir toda la costa atlántica francesa desde Dunkerque hasta Burdeos, y también hasta Marsella en la costa mediterránea de Francia.
La importancia estratégica del bloqueo se puso de manifiesto durante las guerras revolucionarias francesas y las guerras napoleónicas, cuando la Royal Navy bloqueó con éxito a Francia, provocando importantes trastornos económicos. El bloqueo de los puertos del sur por parte de la Unión fue un factor importante en la guerra civil estadounidense. Durante la Primera Guerra Mundial, los Aliados bloquearon a las Potencias Centrales, privándolas de alimentos y otros materiales estratégicos. El intento de bloqueo por parte de los submarinos alemanes provocó cierta escasez en Gran Bretaña, pero finalmente fracasó. Este resultado se repitió en la Segunda Guerra Mundial.
Los pensadores de la estrategia naval, como Sir Julian Corbett y Alfred Thayer Mahan, escribieron que los conflictos navales se ganaban principalmente con batallas decisivas, pero también con el bloqueo.

## Estatus legal
Desde 1945, el Consejo de Seguridad de las Naciones Unidas determina el estatuto jurídico de los bloqueos y según el artículo 42 de la Carta de las Naciones Unidas, el Consejo también puede aplicar bloqueos. 
Según el documento no ratificado llamado Manual de San Remo sobre Derecho Internacional aplicable a los conflictos armados en el mar del 12 de junio de 1994,  un bloqueo es un método legal de guerra en el mar, pero se rige por reglas. El manual describe lo que nunca puede ser considerado contrabando. La nación bloqueante es libre de elegir cualquier otra cosa como contrabando en una lista, que debe publicarse.
La nación bloqueante normalmente establece un área bloqueada de agua, pero una nave puede ser inspeccionada tan pronto como se compruebe que está tratando de romper el bloqueo. Esta inspección puede ocurrir dentro de la zona bloqueada o en aguas internacionales, pero nunca dentro de las aguas territoriales de una nación neutral. Un buque neutral debe obedecer una petición de detenerse para inspección por parte de la nación bloqueadora. Si la situación lo exige, la nación bloqueante podrá solicitar que el buque se desvíe a un lugar conocido o puerto para la inspección. Si el barco no se detiene, entonces el barco está sujeto a captura. Si las personas a bordo de la nave se resisten a la captura, pueden ser atacadas legalmente.

## Bloqueos históricos

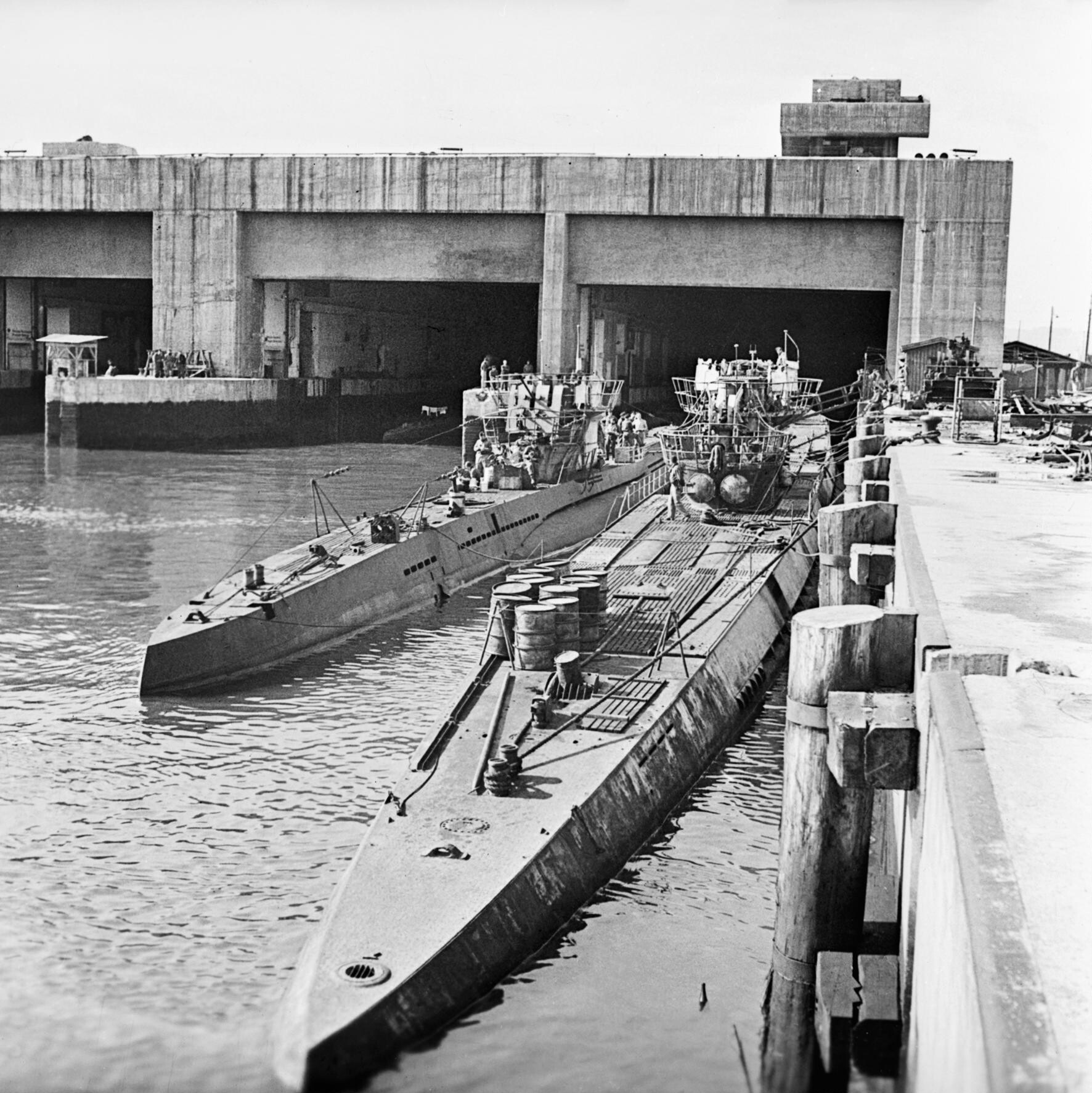
Durante la Segunda Guerra Mundial, los submarinos alemanes U-boot (Unterseeboot) intentaron impedir el envío de barcos a Gran Bretaña.

- Bloqueo de los espartanos a Atenas en la Batalla de Egospótamos, impidiéndoles importar granos o comunicarse con su imperio.
- Bloqueo de la República de Holanda al Escalda entre 1585 y 1792, impidiendo a Amberes (gobernada por España) el acceso al comercio internacional, y entonces desplazando mucho de su comercio a Ámsterdam.
- El bloqueo británico a Francia y sus aliados durante la Revolución francesa y la Guerra Napoleónica.
- El bloqueo británico a la costa este de los Estados Unidos durante la guerra de 1812.
- Los múltiples bloqueos navales Chilenos de Thomas Cochrane a la costa este del Perú durante la Independencia del Perú  1819.
- el Bloqueo francés al Río de la Plata de 1838 a 1840.
- el Bloqueo anglo-francés al Río de la Plata de 1845 a 1850.
- El bloqueo de la Unión a las costas de la Confederación durante la guerra civil estadounidense (véase Evasión del bloqueo naval durante la guerra de Secesión).
- El Bloqueo de Iquique por la marina chilena, durante la guerra del Pacífico en 1879, que impidió el comercio del salitre a Perú y los movimientos de tropas para la defensa.

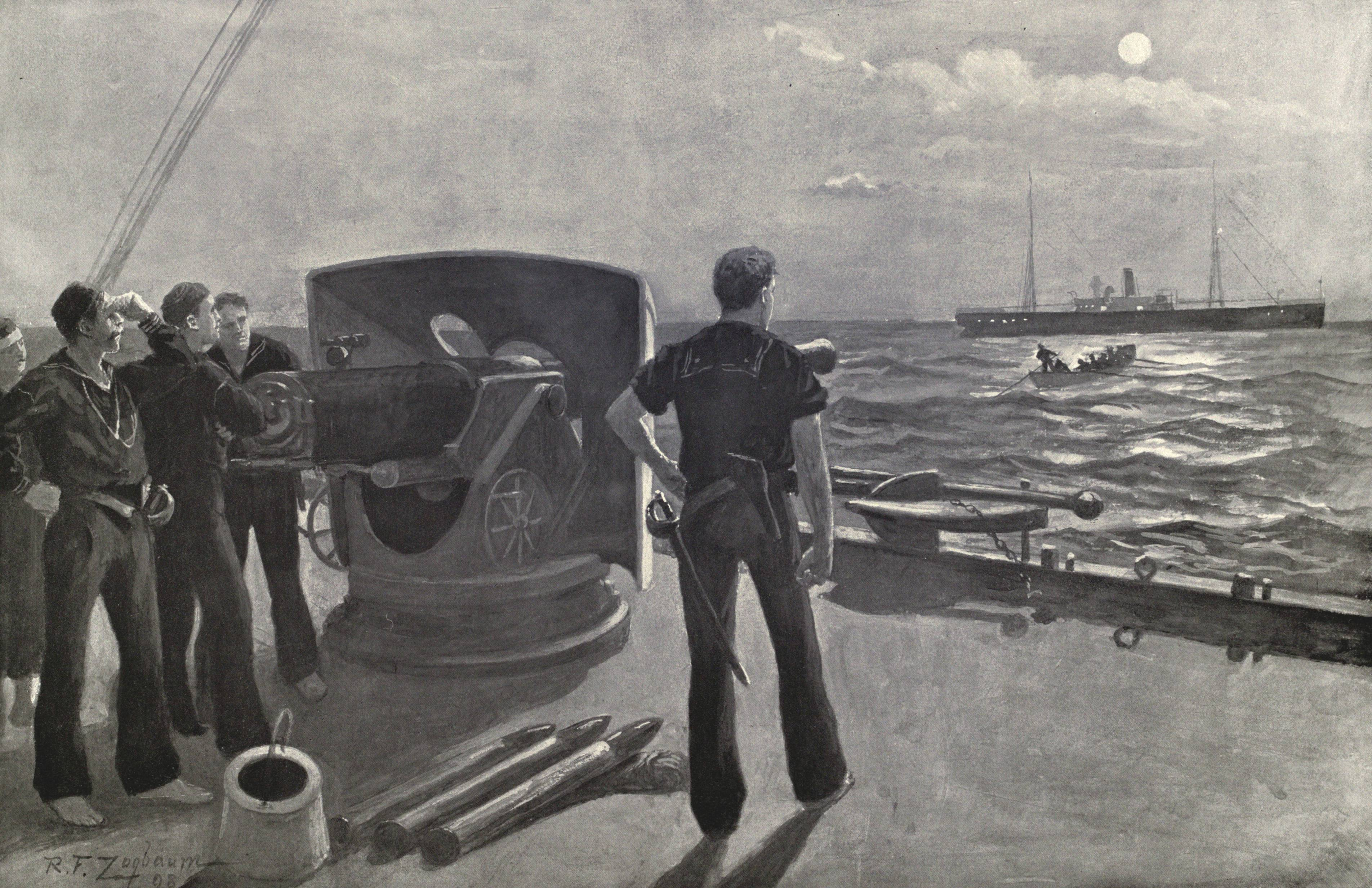
Ilustración sobre el bloqueo de San Juan (Puerto Rico) en 1898 durante la guerra hispanoamericana.

- El bloqueo naval de San Juan (Puerto Rico) en 1898 por la flota de los Estados Unidos durante la guerra hispanoamericana
- El bloqueo naval de las costas de Venezuela por las potencias imperiales de Inglaterra, Alemania, e Italia (1902-1903).
- El bloqueo inglés a Alemania durante la Primera Guerra Mundial como resultado de la Primera batalla del Atlántico que representó la muerte para 750,000 civiles durante la guerra. Muchos más tuvieron que morir de hambre después del armisticio de noviembre de 1918 pues el bloqueo continuó hasta obligar a Alemania a firmar el Tratado de Versalles en junio de 1919.
- La segunda batalla del Atlántico durante la Segunda Guerra Mundial.
- El bloqueo de Leningrado de 1941-1944.
- El bloqueo de Estados Unidos a Japón durante la Segunda Guerra Mundial.

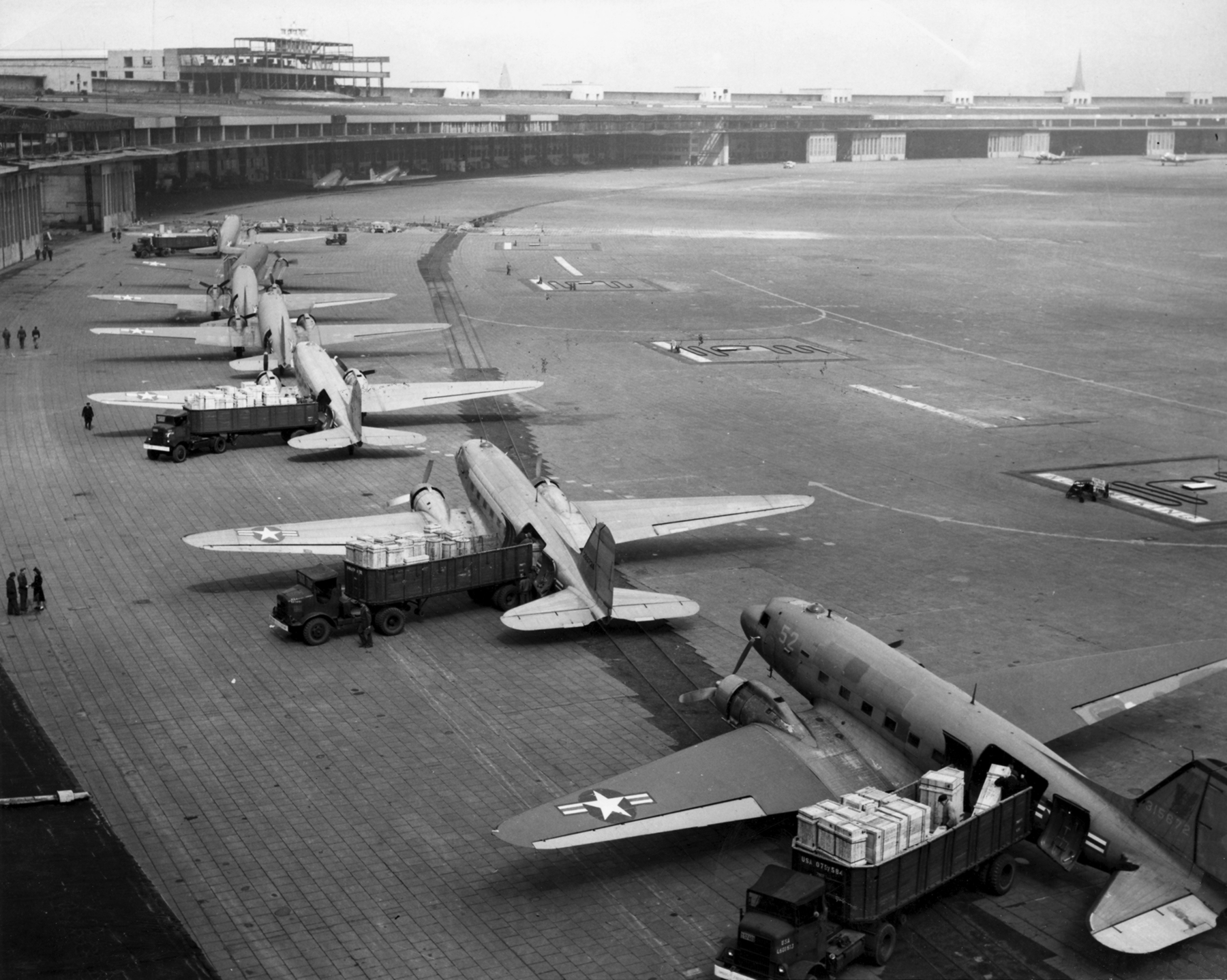
Bloqueo de Berlín de 1948. Un avión Douglas R4D de la Armada de los EE. UU. y un C-47 de la Fuerza Aérea de los EE. UU. descargan en el aeropuerto de Tempelhof durante el puente aéreo de Berlín.

- El bloqueo soviético por tierra a Berlín del Oeste, de 1948-1949, conocido como el bloqueo de Berlín.
- Los bloqueos egipcios a los Estrechos de Tirán durante la guerra del Sinaí en 1956, y nuevamente en la guerra de los Seis Días en 1967.

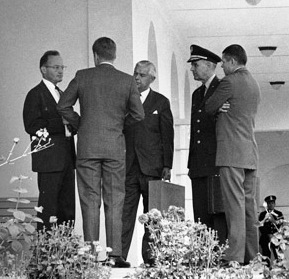
El presidente norteamericano John Fitzgerald Kennedy (de espaldas) y sus asesores durante la Crisis de los Misiles de Cuba. Parte de la respuesta estadounidense fue bloquear la isla.

- Bloqueo naval de Estados Unidos a Cuba durante la crisis de los misiles de Cuba en 1962.
- El bloqueo de la India al este de Pakistán durante la guerra de Bangladés en 1971.
- Bloqueo por parte de la OTAN a la República Federal de Yugoslavia entre 1993–1996, como parte de la operación "Sharp Guard".
- El bloqueo terrestre y marítimo Israelí a la Franja de Gaza a partir de la segunda Intifada en el año 2000, y que continúa hasta la fecha.
- El bloqueo israelí de muchos o todos los puertos de Líbano en varias ocasiones, como en: la guerra civil libanesa de (1975–1990) ; la guerra del Líbano de 1982 ; el conflicto del Sur de Líbano de 1982-2000.
- El bloqueo económico de Estados Unidos a Venezuela el 5 de agosto de 2019 y continua hasta la fecha de hoy. A causa de la continuada usurpación del poder por parte del ilegítimo régimen de Nicolás Maduro.[14]